# 호쿠소 철도 7500형 전동차
호쿠소 철도 7500형 전동차(일본어: 北総鉄道7500形電車 ほくそうてつどう7500がたでんしゃ[*])는 호쿠소 철도의 전동차로 이 열차는 2006년에 도입되었고 이후 도입된 게이세이 전철 3000형 전동차, 지바 뉴타운 철도 9200형 전동차, 신게이세이 N800형 전동차 모델이 기반이 되었다.

## 편성
- 현재 7500형 8량 편성은 게이세이 본선, 게이큐 본선, 도에이 지하철 아사쿠사 선, 호쿠소 철도 호쿠소 선에서 운행하고 있으며 편성은 다음과 같다.[2]

| 호차 | 1      | 2      | 3      | 4      | 5      | 6      | 7      | 8      |
| ---- | ------ | ------ | ------ | ------ | ------ | ------ | ------ | ------ |
| 명칭 | M2c    | M1     | T      | M2     | M1'    | T      | M1     | M2c    |
| 번호 | 7501-1 | 7501-2 | 7501-3 | 7501-4 | 7501-5 | 7501-6 | 7501-7 | 7501-8 |

## 같이 보기
- 지바 뉴타운 철도 9200형 전동차